# Ernst Scheibelreiter

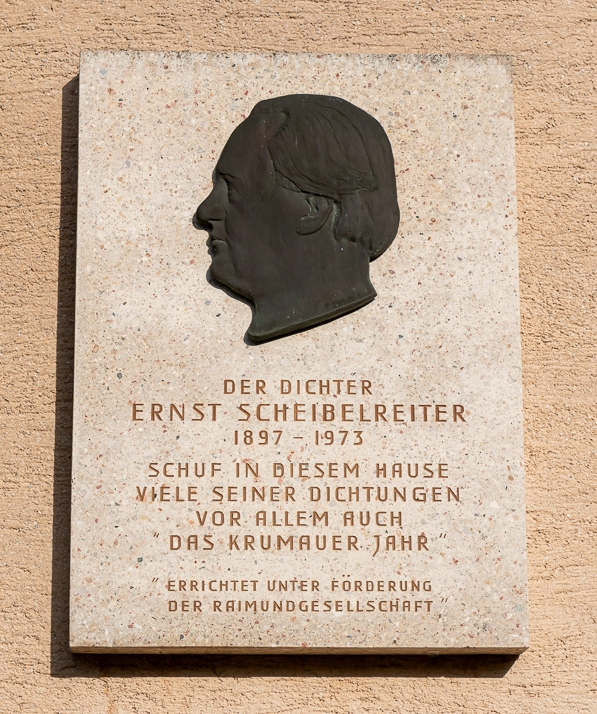
Gedenktafel der Raimundgesellschaft zu Ehren Scheibelreiters in Krumau am Kamp, wo viele seiner Dichtungen entstanden sind.

Ernst Scheibelreiter (* 13. November 1897 in Wien; † 3. März 1973 ebenda) war ein österreichischer Schriftsteller und Dichter.

## Leben
Scheibelreiter belegte naturwissenschaftliche und sprachwissenschaftliche Lehrveranstaltungen an der Universität Wien und arbeitete als Privatlehrer, Verlagslektor sowie ab 1926 als freier Schriftsteller. Zudem war er ab den 1920ern freier Mitarbeiter im aufkommenden Rundfunk, verfasste Hörspiele und debütierte 1930 mit dem Stück Aufruhr im Dorf erfolgreich als Bühnenautor. Schon früh wurde Scheibelreiter mit etlichen Preisen für seine Gedichte, Essays, Erzählungen und Dramen ausgezeichnet, so etwa 1926 mit dem Preis der Stadt Wien für Literatur.
Scheibelreiter vertrat deutschnationale Überzeugungen. Seine dorf- und naturromantischen Werke der 1930er bedienten die Blut-und-Boden-Ideologie der Nationalsozialisten. In seinem Aufnahmeantrag in die Reichsschrifttumskammer im Oktober 1933 betonte Scheibelreiter, dass er sich der „Vereinigung deutscharischer Schriftsteller“ um Max Mell angeschlossen und schon davor illegalen Versammlungen beigewohnt habe. Auch wenn Scheibelreiter nie der NSDAP beitrat, so wendete er sich in der Folge dem Nationalsozialismus hin und trat 1936 dem Bund deutscher Schriftsteller Österreichs bei. Nach dem „Anschluss“ im März 1938 war Scheibelreiter vor allem in Film und Hörfunk tätig und schrieb dort seine Wiener Kasperlhörspiele. Zum einen wurde Scheibelreiters Arbeit im Rundfunk vom NS-Regime gefördert, zum anderen wurde aber zum Beispiel Scheibelreiters Stück Hirten um den Wolf mit einem Aufführungsverbot belegt.
Nach dem Ende des Zweiten Weltkriegs war Scheibelreiter hauptsächlich als Jugendbuchautor tätig. Scheibelreiter wurde 1947 Mitglied beim Österreichischen Schriftstellerverband, klagte jedoch in Folge den Präsidenten des Verbands, Edwin Rollett, da dieser Scheibelreiter als „Nazischriftsteller“ tituliert hatte. 1949 verließ er den Verband wieder.
Scheibelreiters ehrenhalber gewidmetes Grab befindet sich am Grinzinger Friedhof (Gruppe 38, Reihe 6, Nr. 8).

## Auszeichnungen
- 1926: Preis der Stadt Wien für Literatur
- 1928: Julius-Reich-Preis
- 1934: Österreichischer Staatspreis
- 1937: Österreichischer Dramatiker-Preis
- 1944: Raimundpreis
- 1968: Ehrenmedaille der Bundeshauptstadt Wien in Gold

## Ehrungen
1979 wurde im Stadtteil Grinzing in Wien-Döbling die Scheibelreitergasse nach ihm benannt.